# Episodi di Lazor Wulf
Elenco degli episodi della serie televisiva animata Lazor Wulf, trasmessa su Adult Swim.
La prima stagione, composta da 10 episodi, è stata trasmessa negli Stati Uniti dall'8 aprile al 6 maggio 2019. La seconda stagione è stata trasmessa dal 1º aprile 2020 all'11 gennaio 2021.
In Italia la serie è inedita.
| nº               | Titolo originale                     | Prima TV USA     |
| Prima stagione   | Prima stagione                       | Prima stagione   |
| ---------------- | ------------------------------------ | ---------------- |
| 1                | Dying to Eat                         | 8 aprile 2019    |
| 2                | That Was Today. This Is Tomorrow     | 8 aprile 2019    |
| 3                | Lane Occupied                        | 15 aprile 2019   |
| 4                | At the End of the Day                | 15 aprile 2019   |
| 5                | We Good!                             | 22 aprile 2019   |
| 6                | Where You From?                      | 22 aprile 2019   |
| 7                | Prolly for the Best                  | 29 aprile 2019   |
| 8                | Keep It Moving                       | 29 aprile 2019   |
| 9                | They Ain't Know                      | 6 maggio 2019    |
| 10               | It Is What It Is                     | 6 maggio 2019    |
| Seconda stagione |                                      |                  |
| 1                | Still Dying to Eat                   | 7 dicembre 2020  |
| 2                | If That Was Tomorrow. This Is Today. | 7 dicembre 2020  |
| 3                | Unoccupied Lane                      | 1º aprile 2020   |
| 4                | The End Is High                      | 14 dicembre 2020 |
| 5                | We Good?                             | 21 dicembre 2020 |
| 6                | Where You Stay?                      | 21 dicembre 2020 |
| 7                | Prolly for the Better?               | 4 gennaio 2021   |
| 8                | Keep Going                           | 4 gennaio 2021   |
| 9                | They Knew                            | 11 gennaio 2021  |
| 10               | Is It Tho?                           | 11 gennaio 2021  |

## Dying to Eat
- Titolo originale: Dying to Eat
- Scritto da: Sarah Bellardini e Henry Bonsu

### Trama
Dopo la distruzione di Esther, Lazor Wulf pianifica la sua morte futura, poiché afferma di essere allergico a tutto tranne che a Esther. Nel frattempo Stupid Horse cerca di replicare Esther per impedirgli di morire.

## That Was Today. This Is Tomorrow
- Titolo originale: That Was Today. This Is Tomorrow
- Scritto da: Brian Ash e Henry Bonsu

### Trama
Dopo che lo stress di Dio aumenta, costringe lui e tutti gli altri abitanti di Stromberg a prendersi un giorno libero, con grande sgomento di Lazor Wulf.

## Lane Occupied
- Titolo originale: Lane Occupied
- Scritto da: Phillip Walker e Henry Bonsu

### Trama
Lazor Wulf e la banda si cimentano in un'accesa partita di basket, dove Stupid Horse viene trattenuto e messo in campo. Tuttavia si rompe le caviglie, fallendo miseramente a tal punto da essere trasportato da Dio in un luogo dove vanno tutte le "schiappe" peggiori: Milwaukee. Stupid Horse diventa rapidamente famoso, diventando il "Dio" del regno. Lazor Wulf, Canon Wulf e Yeti cercano di convincere Stupid Horse a tornare a casa, dove potrebbe svolgere compiti umili per loro come "comprare i cereali". Stupid Horse rifiuta, tuttavia Dio lo congeda da Milwaukee per essere "troppo divertente". Stupid Horse finisce quindi per accettare che Milwaukee fa schifo e viene portato a casa.

## At the End of the Day
- Titolo originale: At the End of the Day
- Scritto da: Quinta Brunson e Henry Bonsu

### Trama
Lazor Wulf e Canon Wulf scoprono i pericoli del richiamo del gatto o, in questo caso, del fischio del lupo. I due trascorrono la serata ululando alla Luna, cercando di "corteggiarla" a modo loro, portandola ad avvertire i due di smetterla. I due lupi continuano ad ululare e la Luna decide di alzare le maree nel tentativo di farli annegare. Nel frattempo, Blazor Wulf fa i preparativi per la sua grande svendita di marijuana, tuttavia nota che il suo promotore speciale, insieme alla città, si sono uniti a Lazor Wulf e Canon Wulf nell'ululato alla Luna. Blazor Wulf cerca di convincere la Luna a non allagare la città, tuttavia dopo aver sperimentato il comportamento sessista della città, è d'accordo con la luna e decide che forse è meglio che muoiano tutti.